# マファルダ (イタリア)
マファルダ（イタリア語: Mafalda）は、イタリア共和国モリーゼ州カンポバッソ県にある、人口約1,200人の基礎自治体（コムーネ）。

## 地理

### 位置・広がり

#### 隣接コムーネ
隣接するコムーネは以下の通り。括弧内のCHはキエーティ県所属を示す。
- ドリオーラ (CH)
- フレザグランディナーリア (CH)
- レンテッラ (CH)
- モンテネーロ・ディ・ビザッチャ
- サン・フェリーチェ・デル・モリーゼ
- タヴェンナ
- トゥフィッロ (CH)